# Etruskischer Kammhelm
Der Etruskische Kammhelm ist eine Schutzwaffe aus dem früheisenzeitlichen Italien.
Der früheste Fund wurde um 1840 auf dem Pass Lueg entlang eines Altweges gemacht, wo der Hortfund von jemandem im 13. bis 12. Jh. v. Chr. deponiert wurde, der dort wohl die Alpen überquerte. Ähnliche Einzelfunde gab es in Slowenien, in Venetien, in Raetia und insbesondere natürlich in Italien.

## Beschreibung
Ein Etruskischer Kammhelm besteht in der Regel aus Bronze. Die Helmglocke ist halbkugelförmig gearbeitet. Auf der Scheitellinie ist ein auffälliger, dreieckiger Kamm angebracht, der aus Bronzeblech besteht und hohl gearbeitet ist. Der Kamm ist mit mehreren Zierknöpfen dekoriert und mit der Helmglocke vernietet. Auf der Helmvorder- und -rückseite sind unmittelbar vor und hinter dem Kamm Bleche angebracht, auf denen jeweils drei Bronzebolzen (sogenannte „Falsche Nieten“) angebracht sind. Helme dieser Art wurden auch als Abdeckung für Bestattungsurnen benutzt, die in ihrer Form als Vorbild der späteren Pommerellischen Gesichtsurnen aufzufassen sind, allerdings ohne die etruskischen Helmformen als Deckel. Die Form des Kammes konnte variieren und wird mit einem Federbusch bestückt rekonstruiert. Während der frühen griechischen Antike verschwindet die Helmform wieder und wird durch keltische und römische Helmformen ersetzt.